# Mechelen
Mechelen er en belgisk by med 86.921(2020) indbyggere, og den er beliggende i provinsen Antwerpen, midt imellem hovedbyerne Antwerpen og Bryssel. Mechelen, beliggende ved floden Dijle, har en lang og rig historie.
Byen var en kort periode i det 16. århundrede regeringsby for de samlede Nederlandene. I øjeblikket har Mechelen det næststørste antal fredede bygninger i Flandern. 

## Måneslukkere
Mechelen er sæde for det katolske ærkebispedømme Mechelen-Bryssel, der omfatter hele Belgien. Ærkebispens domkirke er den gotiske Skt. Romboutskatedral, der er 97 meter høj. Tårnet blev i sin tid besteget af bl.a. Napoleon Bonaparte. 
Byens indbyggere kaldes i spøg "måneslukkere", efter at de engang blev hevet ud af sengene i de sene nattetimer af en fordrukken borger, som slog brandalarm, da han fejlagtigt tog månens glød for at være brand i Skt. Romboutskirken.
Byens kirker rummer kunstværker af bl.a. Rubens.
Mechelen er desuden kendt for sin klokkespilsskole.

## Dronning Elisabeth
Dronning Elisabeth, der var gift med Christian 2., voksede op i Mechelen. Det antages, at en del gartnere fra området tog med til Danmark, da Christian inviterede nederlandske bønder til at dyrke grøntsager i Store Magleby på Amager. Området omkring Mechelen var allerede på det tidspunkt et center for grøntsagsdyrkning og -forædling, hvilket det er den dag i dag.